# Savez pionira Jugoslavije
Savez pionira Jugoslavije (čest sinonim za ovu pionirsku organizaciju bio je Titovi pioniri, slov. Zveza pionirjev Jugoslavije, maked. Sojuz na pionerite na Jugoslavija) – dječji ustroj u Socijalističkoj Federativnoj Republici Jugoslaviji, načinjen od niza pionirskih kolektiva po teritorijalnom principu na kojemu je počivala SFRJ. Savez pionira Jugoslavije je prvi stupanj indoktrinacije u SFRJ, drugi stupanj je članstvo u Savez omladine Jugoslavije koje je također bilo u većini automatsko članstvo, a treći stupanj je članstvo Saveza komunista Jugoslavije koje je bilo na dobrovoljnom načelu. Savez je utemeljen na Prvomu antifašističkom kongresu omladine Jugoslavije u Bihaću, održanome od 27. do 29. prosinca 1942. godine, kada je osnovan Ujedinjeni savez antifašističke omladine Jugoslavije. Savez je okupljao gotovo svu djecu u Jugoslaviji.  Glavna obilježja su: dobrovoljnost pristupa, organizacijska struktura, samostalnost i samoupravljanje, specifičnost područja i sadržaja rada, učešće odraslih u radu, te obilježja pripadnosti organizaciji. Isticana dobrovoljnost pristupa bila je samo fraza. U kasnijem razdoblju povijesti socijalističke Jugoslavije nisu se više objavljivali podatci o članstvu u Savezu, jer je članstvo de facto bilo obvezno. Savez je bio značajan odgojni čimbenik u sustavu obrazovanja i odgoja u bivšoj SFRJ, a pripada u skupinu društveno-političkih organizacija. U praksi Savez je služio veličanju tekovina Narodno-oslobodilačke borbe, kao i lika i djela Josipa Broza, u planskomu razvoju kulta ličnosti. Predviđeno je uključivanje Saveza pionira u sustav općenarodne obrane i društvene samozaštite (ONO i DSZ) Savez je sudjelovao u provođenju vježbi pod nazivom Ništa nas ne smije iznenaditi (NNNI). Ustroj se proklamirano sastojao od niza pionirskih kolektiva, koji se stvaraju na "principu slobode i dobrovoljnosti" u oprjedjeljivanju i izboru djelatnosti i na "principu samoupravljanja" u radu svakoga pionirskog kolektiva.

## Djelatnosti
- Učenje i pomoć u radu škole
- Pionirski sastanci, zborovi i konferencije
- Društvene igre i zabave
- Njegovanje tekovina revolucije i patriotizma
- Praćenje aktualnih zbivanja u zemlji i svijetu
- Proslave i manifestacije
- Znanstveno-popularne i obrazovne aktivnosti
- Kulturno-umjetničke aktivnosti
- Športske i rekreativne aktivnosti
- Izleti, pohodi i taborovanje
- Međuodredski susreti i nastupi

Postupak učlanjenja je bio redovito provođen u prvome razredu osnovne škole, tijekom svečanosti za Dan Republike (29. i 30. studenoga). Toga su dana učenici polagali „pionirsku prisegu“ i dobivali dijelove pionirske odore: kapu bijele ili češće plave boje – „titovku“  – s petokrakom zvijezdom crvene boje na čelu, te crvenu maramu (rubac) koja se nosila oko vrata. Odora se također sastojala i od bijele košulje ili bluze, te tamnoplavih hlača odnosno suknji, što se nije dobivalo od pionirske organizacije. Član saveza dobivao je i značku organizacije i pionirsku knjižicu (člansku kartu). Pred starijim pionirima, roditeljima, te pred pionirskom i državnom zastavom novi su pioniri svečano obećavali savjesno i ozbiljno obavljanje svega onoga što od njih traži pionirska organizacija. U pionirsku organizaciju mogli su se učlaniti svaka djevojčica i svaki dječak, koji to žele, s navršenih sedam godina života. To je bila službena linija, ali u stvari svatko je automatski postao pionirom bez obzira na želju roditelja ili djeteta. U mnogim mjestima pionirske organizacije nisu u stvari funkcionirale, odnosno bile su samo papirne organizacije. One su uvijek "radile" za vrijeme velikih državnih svečanosti, organiziranje su obično radili nastavnici po naredbama iz uprave škole, a pioniri su bili ništa drugo nego ispuna za prve redove  (mahati sa zastavicama), recitirati pjesme, ili predati buket cvijeća nekim od dužnosnika.
Tekst pionirske zakletve, koji se u nekim detaljima razlikovao od škole do škole, glasio je na hrvatskomu književnom jeziku (službeno od 1972. godine):

„Danas, kada postajem pionir

Dajem časnu pionirsku riječ:

Da ću marljivo učiti i raditi

poštovati roditelje i starije,

i biti vjeran i iskren drug,

koji drži danu riječ;

Da ću voljeti našu samoupravnu domovinu

Socijalističku Federativnu Republiku Jugoslaviju

Da ću razvijati bratstvo i jedinstvo

i ideje za koje se borio drug Tito;

Da ću cijeniti sve ljude svijeta

koji žele slobodu i mir!“
Jedna od prvih inačica svečane pionirske prisege, koja je vrijedila u doba Federativne Narodne Republike Jugoslavije, bila je: „Zavjetujem se pred pionirskom zastavom i pred svojim drugovima pionirima da ću učiti i živjeti kao vjeran sin svoje domovine — Federativne Narodne Republike Jugoslavije. Zavjetujem se da ću čuvati bratstvo i jedinstvo naših naroda i slobodu naše domovine stečene krvlju njenih najboljih sinova. Za domovinu s Titom – naprijed!“ Pioniri su koristili isti pozdrav kao i partizani, stisnutu pesnicu uz čelo (sljepoočnicu). Na amblemu je bilo ispisano njihovo geslo: „Za domovinu s Titom – naprijed!“
U Socijalističkoj Republici Hrvatskoj zadnje učlanjivanje u Savez pionira Hrvatske (time i Savez pionira Jugoslavije) bilo je provedeno za učenike upisane u prvi razred osnovne škole (upisane po prvi put) u školskoj godini 1989./1990.

## Povijest
Prije službenoga utemeljenja Saveza pionira Jugoslavije postojale su pionirske škole, pionirske čete i drugi oblici ustroja rada s najmlađima. Povijesno gledano, prve partizanske škole prethodile su osnivanju Saveza pionira.  Taj rad pomagali su: Komunistička partija Jugoslavije, Savez komunističke omladine Jugoslavije (SKOJ), Savez mlade generacije, Antifašistička fronta žena, i drugi ustroji, a po ugledu na sovjetske pionirske organizacije. Savez je izdavao svoje glasilo – „Male novine“. Čest je sinonim za ovu organizaciju bio „Titovi pioniri“.
Prvi članovi Saveza pionira su bila djeca koja su skupljala pomoć za partizane, brinula se o ranjenim borcima, obavljala odgovorne dužnosti partizanskih kurira, a mnogi od njih su bili borci. Mnogi su žrtvovali svoje živote, kao npr. Boško Buha, jedan od najmlađih narodnih heroja.
U jesen 1943. godine, na području Birča u istočnoj Bosni – formirana je Pionirska divizija. Bila je to jedinstvena i najveća pionirska, partizanska jedinica u toku narodnooslobodilačkog rata.
U toku rata pioniri su nastupali na partizanskim priredbama i proslavama, pjevali borbene partizanske pjesme, recitirali, glumili u igrokazima, radili kao članovi u radnim brigadama i sl.
O radu pionira u pionirskim organizacijama brinuo se SKOJ i USAOJ. Pionirski časopis „Pionir“ je počeo izlaziti 1942. godine na oslobođenom teritoriju u Hrvatskoj.
Prvi pionirski ustroj je utemeljen u Savezu Sovjetskih Socijalističkih Republika i nosio je naziv Svesavezna pionirska organizacija imena Vladimira Iljiča Lenjina. U to vrijeme 30 zemalja imalo je svoju pionirsku organizaciju. Bile su to mahom zemlje sa socijalističkim društvenim poretkom, ali i zemlje članice Pokreta nesvrstanih, te neke zemlje zapadne Europe, kao što su: Italija, Francuska, Belgija, Finska, Portugal, Norveška.

## Unutarnji ustroj
U radu ustroja sudjelovala su pučkoškolska djeca iz prvih sedam razreda osnovne škole. Razredba ustroja počivala je na republičkome i pokrajinskome ustroju bivše Socijalističke Federativne Republike Jugoslavije. Unutar saveza postojale su dvije posebne skupine, za mlađe pionire, od 6 odnosno 7 godina do 11 godina starosti, te starije pionire, od 11 do 14 ili više godina starosti. Članovi ustroja su se nazivali pionirima. U osnovnim školama ustrojeni su pionirski odredi koji su često dobivali ime po narodnim herojima, poznatim komunistima, skojevcima, partizanima i drugim zaslužnim građanima za razvoj društveno-političkog sustava SFRJ. Pionirski odred ima odredsku zastavu, trubu, bubanj i pečat.
Pioniri se udružuju u raznovrsne kolektive, biraju tijela samoupravljanja, imaju propise i programe rada, te oznake po kojima se raspoznaju.
Pionirski kolektivi u školi bili su: pionirski odred škole, razredna pionirska zajednica, specijalizirani pionirski kolektiv.
Pionirski kolektivi izvan škole bili su: kućne družine i pionirski klubovi u naselju i mjesnoj zajednici, u pionirskim domovima, te pionirski podmladci u specijaliziranim društvenim organizacijama (Savez izviđača, »Gorani«, Podmladak Crvenoga križa, Mladi zadrugari, klubovi Narodne tehnike Hrvatske, Društvo za tjelesni odgoj »Partizan« Hrvatske)
- Pionirska zajednica je temeljni oblik ustroja Saveza pionira, postoji u svakome pojedinom razredu odnosno odjeljenju. Sastavljena je od svih pionira, koji su učenici istoga razreda. Pioniri se primaju u članstvo Saveza u I. razredu osnovne škole u povodu Dana Republike. U ostalim razredima nastavlja se rad u Savezu pionira, početkom svake školske godine, sve do VIII. razreda, kada prestaje članstvo u Savezu pionira.[3] U osmome razredu osnovne škole učenici su bili dio Zajednice učenika, koja je birala svoga predsjednika i zamjenika predsjednika, te u nekim slučajevima odbor od 3 do 5 članova. Zajednica učenika predstavlja razrednu zajednicu i zajedno s razrednikom rukovodi njome.[3]
- Pionirski odred tvorili su svi pioniri svake pojedine osnovne škole i on ujedinjuje rad svih pionirskih zajednica. Pioniri sami biraju svoje rukovodstvo, iako u mlađim razredima osnovne škole (I. do IV.) uz pomoć razrednika.

Pionirska samouprava značila je samostalnu sposobnost pionira u ustrojavanju života i rada u svom kolektivu uz pomoć nastavnika, odraslih i omladinaca. Pionirska samoupravnost označavala je aktivnost svih članova u predlaganju, biranju i odlučivanju unutar šireg i užeg pionirskog kolektiva, do razine republičkog odnosno pokrajinskog i federalnog saveza. Pionirska samoupravnost se provodila temeljem demokratskog centralizma i delegatskog sustava.
Pionirska i drugi dječji ustroji razvijali su društveni život najmlađih u okvirima tadašnjega socijalističkog samoupravnoga okvira, iz toga proizlazi korisna pomoć u ostvarivanju društvene uloge škole. Društvena briga za najmlađe izražavala se i u djelovanju Društva "Naša djeca" SR Hrvatske.
Postojala su posebna pionirska kazališta, domovi, ljetovališta, pionirski gradovi, pionirske publikacije i novine. Također je postojala i pionirska željeznica u Zagrebu. Održavaju se pionirske priredbe, smotre, natjecanja, pionirski susreti, zborovanja, tabor "Sutjeska", akcije solidarnosti i jugoslavenske pionirske igre, te pionirske radne akcije.

### Povijest u Hrvatskoj
Pionirski pokret počinje se razvijati u bivšoj SFR Jugoslaviji u 1941. godini. Savez pionira Hrvatske bio je kolektivni član mladenačkih ustroja, Ujedinjenog saveza antifašističke omladine Hrvatske, Narodne omladine Hrvatske i naposljetku Saveza socijalističke omladine Hrvatske,  dok su prethodno navedeni ustroji bili kolektivni članovi Jedinstvene narodnooslobodilačke fronte Hrvatske, Narodne fronte Hrvatske i Socijalističkog saveza radnoga naroda Hrvatske. Prva konferencija antifašističke omladine Hrvatske održana je u Otočcu 28. i 29. lipnja 1943. kada je formalno osnovan Savez pionira Hrvatske. Organiziranje pionirskog pokreta počelo je u okviru partizanskih škola, na čemu je surađivao Savez mlade generacije (budući USAOH) i Pokrajinski komitet SKOJ-a za Hrvatsku.
Savez pionira Jugoslavije bio je kolektivni član Ujedinjenog saveza antifašističke omladine Jugoslavije, Narodne omladine Jugoslavije i Saveza socijalističke omladine Jugoslavije, dok su prethodno navedeni ustroji bili kolektivni članovi Jedinstvene narodnooslobodilačke fronte u Jugoslaviji, Narodne fronte Jugoslavije i Socijalističkog saveza radnog naroda Jugoslavije. Prvi statut izradio je 25. ožujka 1945. Centralni odbor USAOJ-a, pod naslovom Statut organizacije mladih pionira Demokratske Federativne Jugoslavije.

## Izdavaštvo
- Pionir